# Pandalidae
Los pandálidos (Pandalidae) son unos crustáceos decápodos carideos y forman una de las dos familias con que se subdivide la superfamilia de los pandaloideos (Pandaloidea).
Son unos camarones que se caracterizan para tener el carpo del segundo parejo de pereiópodo dividido en dos o más nudillos, y no poseen la pinza del primer par de pereiópodo y, si la tienen, es muy pequeña.
Generalmente son bentónicos, pero hay ejemplares pelágicos, como los del género Parapandalus. En algunos casos se agrupan en grupos pequeños que son de interés comercial. Suelen alimentarse de pequeños crustáceos, moluscos y poliquetos.

## Géneros
Se reconocen las siguientes:
- Anachlorocurtis Hayashi, 1975
- Atlantopandalus Komai, 1999
- Austropandalus Holthuis, 1952d
- Bitias Fransen, 1990
- Calipandalus Komai & Chan, 2003
- Chelonika Fransen, 1997b
- Chlorocurtis Kemp, 1925
- Chlorotocella Balss, 1914b
- Chlorotocus A. Milne-Edwards, 1882
- Dichelopandalus Caullery, 1896
- Dorodotes  Spence Bate, 1888
- Heterocarpus A. Milne Edwards, 1881
- Miropandalus Bruce, 1983g
- Notopandalus Yaldwyn, 1960
- Pandalina Calman, 1899b
- Pandalopsis Bate, 1888
- Pandalus Leach, 1814
- Pantomus A. Milne Edwards, 1883
- Parapandalus Borradaile, 1899
- Peripandalus de Man, 1917
- Plesionika Bate, 1888
- Procletes Spence Bate, 1888
- Pseudopandalus Crosnier, 1997
- Stylopandalus Coutière, 1905